# Жила (геологічне тіло)

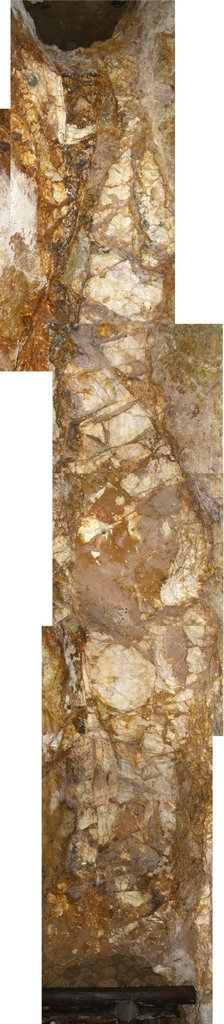
Жила срібної руди

Жила — геологічне тіло неправильної форми, що утворилося в результаті заповнення тріщин у гірських породах або внаслідок метасоматичного заміщення порід уздовж тріщин мінеральною речовиною.

## Загальна характеристика

Принципова схема положення розсипищ в розрізі річкової долини.
Букви: а- корінні дочетвертинні породи (плотик);
b- алювій, що не містить корисного компоненту, або збіднений ним (торфа);
c- колювіальні відклади;
d- жильні утворення з корінними рудопроявами;
e- алювій, збагачений корисним компонентом (пісок)

Основні геологічні елементи, що визначають розміри і умови залягання жил:
- напрям простягання і довжина за простяганням,
- кут падіння і довжина за падінням,
- схилення, а також потужність.

Довжина жил коливається від 1 км і менше до 200 км, глибина жильних родовищ, які розробляються — до 3 км (Колар, Індія).
За формою жили поділяються на простої, плитоподібної форми і складні (пучок тріщин, що переплітаються), ступінчасті (сходинкові), сітчасті, гіллясті, камерні, лінзоподібні, рубцеві і інш. За розмірами і умовами залягання серед жил виділяють апофізи і прожилки. З жилами пов'язані родовища золота, свинцево-цинкових руд, вольфраму, ртуті, інш. Робоча потужність жил — від декількох см до десятків м.

## Різновиди жил
Розрізняють:
- жили альпійські (те саме, що жили альпійського типу);
- жили альпійського типу (жили, що утворилися під час регіонального метаморфізму внаслідок вилуговування і перевідкладання в тріщинах деяких компонентів вмісних порід);
- жили метаморфічні (те саме, що жили альпійського типу).

## Прожилки

Перетинання жил.

Прожилки, що являють собою невеликі жили, розділяються на поперечні, косі, бічні, висхідні й ті, що залягають у висячому боку. Поперечні прожилки перетинають жилу перпендикулярно, косі — у похилому напрямі, бічні сполучаються з жилою. Висхідні проходять через жилу так само, як пласти, однак зазвичай вони, як і ті, що йдуть у глибину, виявляються сполученими з жилою.

## З історії: Г.Агрікола про жили
Класифікація жил була добре розвинена ще в середньовіччі. Серед жил Агрікола вирізняє:
- vena profunda — глибока жила, що за сучасною термінологією відповідає похилим і крутоспадним жилам;
- vena dilatata — «розширена жила», тобто пластова, коли магма розповсюдилась між шарами порід порід і зайняла велику площу;
- vena comulata — «накопичена жила», за сучасною термінологією — шток або лаколіт.

Наводимо уривок з праці Георга Агріколи De Re Metallica (1556 р.), який саме присвячений цій темі:
| Кожна жила має початок, кінець, голову і хвіст. Початком називається частина, якою жила починається, а кінцем – частина, якою вона закінчується. Головою називається частина жили, що виходить на земну поверхню, а хвостом – частина, прихована в земних надрах. Гірникам немає потреби розшукувати початок жил, подібно тому як єгипетські фараони шукали витоки Нілу. Досить відкрити яку-небудь частину жили і визначити її напрям, оскільки її початок або кінець вдається виявити тільки в рідкісних випадках. Напрям, в якому голова жили виходить на земну поверхню або її хвіст йде в глибину, визначають по породах підошви і покрівлі, які називають також лежачим і висячим боками13. Жила розташована на лежачому боці, а висячий бік вкриває її. Таким чином, коли ми опускаємося в шахту, частина, до якої ми звернені обличчям, є лежачим боком або сідницею жили, а та частина, до якої ми звернені спиною, – висячим боком. У певному значенні голова жили відповідає лежачому боку, а хвіст – висячому, оскільки якщо лежачий бік жили направлений на південь, голова жили виходить на поверхню в південному напрямку, і, навпаки, висячий бік, завжди розташований протилежно лежачому, направлений на північ. Відповідно, хвіст жили знаходиться в північному напрямі, якщо це похила жила. Сказане справедливе також відносно сходу, заходу, другорядних напрямів і проміжних положень. Жила, що йде в глибину надр, може бути вертикальною, похилою або викривленою. Лежачий бік похилої жили легко відрізняється від висячого боку, чого не можна сказати відносно вертикальної жили. У разі викривлення жили лежачий бік може стати висячим і, навпаки, висячий бік стає лежачим, однак багато які з цих жил знову стають вертикальними або похилими. |

## Назви історично відомих жил
- Дар Божий (срібна жила)
- Небесне воїнство (срібна жила)